# Pearlette Louisy
Dame Calliopa Pearlette Louisy (Laborie, 8 de junho de 1946) é uma política. Foi a governadora-geral de Santa Lúcia. Ela é a primeira mulher a assumir este cargo e o ocupou entre 19 de setembro de 1997 e 31 de dezembro de 2017.

## Biografia
Nascida na aldeia de Laborie, ela estudou na Escola Infantil Laborie e em escolas primárias. Em 1960 ela foi para o Convento de São José com uma bolsa de estudos de Javouhey.
Em 1966, um ano depois da conclusão do ensino secundário ela foi premiada pela Agência de Desenvolvimento Internacional Canadense (CIDA) com uma bolsa de estudos para fazer graduação em inglês e francês na Universidade das Índias Ocidentais em Cave Hill, em Barbados.
Em 1972, ela foi premiada com a bolsa de estudos da Comunidade Canadense e Companheirismo. Planeja para fazer mestrado em Linguística, na Universidade Laval em Quebec, Canadá.
Em 1991, ela foi para a Universidade de Bristol no Reino Unido onde fez doutorado em Educação.
Ela contribuiu significativamente ao desenvolvimento da educação em Santa Lúcia, depois de ter gasto a maioria da vida profissional dela na profissão pedagógica. Durante os períodos 1969 - 1972 e 1975 - 1976 que ela ensinou no St Joseph’s Convent.
De 1976 a 1986, ela serviu como tutora de francês, e foi designado subseqüentemente como diretora do Santa Lúcia A'level College. Quando a A'level College e a Morne Technical se fundiram na Sir Arthur Lewis Community College, ela foi nomeada como a primeira decana, e foi designada subsequentemente como o vice-reitora e reitora da Faculdade.

## Honras

### Honras Nacionais
- –  Santa Lúcia: Grã-Cruz da Ordem de Santa Lúcia (GCSL)

### Honras Internacionais
- –  Reino Unido: Dama-Grã-Cruz da Ordem de São Miguel e São Jorge (GCMG)
- –  Reino Unido: Dama da Ordem de São João (DStJ)[1]
- –  Vaticano: Dama da Ordem de São Gregório Magno (DSG)[2]